# Hyopsodus
Hyopsodus – rodzaj wymarłego ssaka zaliczany do rzędu prakopytnych. 

## Morfologia
Osiągał wielkość szczura.
Posiadał prymitywną kość skalistą, nie posiadającą bruzdy strzemiączkowej.

## Występowanie
Skamieniałości znaleziono w Ameryce Północnej. Zwierzę to pojawiło się we wczesnym eocenie, a przetrwało prawdopodobnie aż do końca tego okresu. Niewielkich rozmiarów gatunek H. minusculus pojawia się już we wczesnych warstwach, podobnie H. miticulus. Potem pojawia się H. walcottianus, osiągający rozmiary nieco większe.